# Приішимка (Кизилжарський район)
Приіши́мка (каз. Приишимка) — село у складі Кизилжарського району Північноказахстанської області Казахстану. Входить до складу Кизилжарського сільського округу.
Населення — 376 осіб (2021; 469 у 2009, 545 у 1999, 477 у 1989).
Національний склад станом на 1989 рік:
- росіяни — 70 %.